# Bebe Rexha
Bleta Rexha (New York City, 30. kolovoza 1989.), poznatija pod umjetničkim imenom Bebe Rexha, američka je pjevačica i kantautorica. Nakon što je 2013. potpisala ugovor s Warner Bros. Recordsom, pripisane su joj autorske zasluge za Eminemov singl "The Monster" (koji je kasnije osvojio nagradu Grammy u kategoriji najbolje rap/pjevane izvedbe), a također je bila suautorica pjesama koje su snimili izvođači Shinee, Selena Gomez i Nick Jonas. Debitantski je EP I Don't Wanna Grow Up objavila 2015.; singlovi s tog uratka, "I Can't Stop Drinking About You" i "I'm Gonna Show You Crazy", bili su relativno uspješni.
Godine 2017. objavila je dva EP-a: All Your Fault: Pt. 1 i All Your Fault: Pt. 2, a singlovi s tih uradaka, "I Got You" i "The Way I Are (Dance with Somebody)", također su bili relativno uspješni. Uspješne su bile i njezine glazbene suradnje, među kojima su pjesme "Me, Myself & I" (s G-Eazyjem), "In the Name of Love" (s Martinom Garrixom) i "Meant to Be" (s duom Florida Georgia Line); potonji se singl popeo do drugog mjesta ljestvice Billboard Hot 100 u SAD-u. Rexhin debitantski studijski album Expectations (iz 2018.) pojavio se na 13. mjestu ljestvice Billboard 200 i iduće joj je godine priskrbio dvije nominacije za nagradu Grammy za najbolju novu izvođačicu i najbolju country izvedbu dua/grupe. S albuma je objavljen i singl "I'm a Mess".

## Rani život
Rexha je rođena 30. kolovoza 1989. u njujorškoj četvrti Brooklyn; roditelji su joj etnički Albanci. Njezin je otac Flamur Rexha rođen u Debaru u Sjevernoj Makedoniji dok je ta država još bila dio Jugoslavije. Imigrirao je u SAD kad je navršio 21 godinu. Njezina je majka Bukurije Rexha rođena u SAD-u, u albanskoj obitelji podrijetlom iz Gostivara u Sjevernoj Makedoniji. Na albanskom jeziku bletë znači "pčela"; izjavila je da su je ljudi počeli odmilja zvati 'Bebe'. Kad joj je bilo šest godina, preselila se s obitelji na obližnji Staten Island.
U djetinjstvu je svirala trubu i samostalno je naučila svirati gitaru i klavir. Pohađala je srednju školu Tottenville High School na Staten Islandu i ondje je sudjelovala u različitim mjuziklima. Također se u to vrijeme učlanila u zbor; nakon što mu se pridružila, otkrila je da je koloraturni sopran. Izjavila je da se među njezinim glazbenim utjecajima nalaze Coldplay, The Cranberries, Lauryn Hill, Alanis Morissette i Kanye West.
U tinejdžerskoj je dobi Rexha Akademiji za diskografsku umjetnost i znanost poslala pjesmu namijenjenu izvedbi na dan dodjele nagrade Grammy. Za tu je pjesmu osvojila nagradu za najbolju tinejdžericu kantautoricu i tako pobijedila na natječaju u kojem je sudjelovalo još 700 osoba.  i submitted a song to be performed at the National Academy of Recording Arts & Sciences' annual "Grammy Day" event. Rexha earned the "Best Teen Songwriter" award, beating around 700 other entrants. Zbog toga je potpisala ugovor sa Samanthom Cox, lovkinjom na talente koja ju je potaknula da se upiše na satove pisanja pjesama na Manhattanu.

## Karijera

### 2011. – 2012.: Početak karijere s projektom Black Cards
Godine 2010. Rexha je upoznala Petea Wentza, basista Fall Out Boya, i počela raditi s njim u njujorškom studiju. Postala je članica i glavna pjevačica Wentzova novog eksperimentalnog projekta Black Cards. Grupa je održala nekoliko koncerata i objavila nekoliko singlova i remiksanih pjesama. Međutim, Wentz je u siječnju 2012. objavio da je Rexha napustila grupu kako bi se mogla usredotočiti na druge projekte. Kasnije te iste godine osvojila je stipendiju Abea Olmana za svoje kantautorske doprinose.

### 2013. – 2016.: Prvi samostalni radovi,I Don't Wanna Grow Upi suradnje
Godine 2013. potpisala je ugovor s Warner Bros. Recordsom kao samostalna glazbenica. Nakon toga počela je raditi na nekoliko pjesama, među kojima su "Like a Champion" Selene Gomez i "Glowing" Nikki Williams. Njezin najistaknutiji rad te godine bila je pjesma "The Monster" Eminema i Rihanne, objavljena kao četvrti singl s Eminemova albuma The Marshall Mathers LP 2. Pojavila se na prvom mjestu američkih ljestvica Billboard Hot 100 i Hot R&B/Hip-Hop Songs, a na 57. dodjeli nagrada Grammy osvojila je i nagradu za najbolju rap/pjevanu izvedbu. Iste godine Rexha je gostovala na singlu Cash Casha "Take Me Home", pjesmi koje je suautorica.
Rexha je 21. ožujka 2014. objavila debitantski singl "I Can't Stop Drinking About You". Pojavio se na 22. mjestu ljestvice Top Heatseekers. Glazbeni spot za pjesmu objavljen je 12. kolovoza 2014. i nadahnut je scenama iz filmova poput Prekinuta mladost i Melankolija. U rujnu te godine Elvis Duran izabrao ju je za glazbenicu godine i pojavila se u NBC-jevoj emisiji Today, u kojoj je uživo izvela pjesmu "I Can't Stop Drinking About You". U studenom 2014. gostovala je na pjesmi "This Is Not a Drill" repera Pitbulla.
U prosincu te godine Rexha je objavila još dva singla, "I'm Gonna Show You Crazy" i "Gone". Njezin je debitantski EP I Don't Wanna Grow Up 12. svibnja 2015. objavila diskografska kuća Warner Bros. Records. Uz Nicki Minaj i Afrojacka gostovala je na pjesmi Davida Guette "Hey Mama" koje je i suautorica. Singl se pojavio na osmom mjestu ljestvice Billboard Hot 100 i do lipnja 2015. preuzeta je preko milijun puta s interneta. Izvorno joj nisu pripisane zasluge za autorstvo iako pjeva refren i pojavljuje se kao pozadinska pjevačica, no u lipnju 2015. ipak su joj pripisane zasluge.
Početkom 2015. radila je na G-Eazyjevoj pjesmi "Me, Myself & I" i gostovala na njoj. Pojavila se na sedmom mjestu ljestvice Billboard Hot 100 i prvom mjestu ljestvice Mainstream Top 40. Prvotno ime pjesme glasilo je "I Don't Need Anything" i trebala je biti njezina samostalna skladba, no kasnije ju je ponudila G-Eazyju i otpjevala refren.
Rexha je potom upoznala Geeja Robersona, menadžera Nicki Minaj, i pitala ga bi li Minaj mogla doprinijeti njezinoj novoj pjesmi. U ožujku 2016. Rexha je objavila singl "No Broken Hearts" na kojem je gostovala Minaj. U travnju te godine objavljen je popratni glazbeni spot koji je režirao Dave Meyer. Na YouTubeu je do ožujka 2021. pregledan više od 292 milijuna puta.
Dana 29. srpnja 2016. Rexha je u suradnji s nizozemskim DJ-em i glazbenim producentom Martinom Garrixom objavila singl "In the Name of Love". Popeo se do 24. mjesta ljestvice Billboard Hot 100 i četvrto mjesto ljestvice Hot Dance/Electronic Songs, a pojavio se i u deset najviših mjesta u nekoliko država, među kojima su Ujedinjeno Kraljevstvo, Kanada, Australija, Italija i Novi Zeland. Popratni glazbeni spot objavljen je 23. kolovoza 2016. na Garrixovu službenom kanalu na YouTubeu.

### 2016. – 2017.: SerijalAll Your Fault
Rexha je 28. listopada 2016. objavila pjesmu "I Got You". Ta se pjesma s "No Broken Hearts" u početku trebala pojaviti na albumu All Your Fault. I Got You popela se do 43. mjesta na ljestvici Billboard Hot 100 i 17. mjesta na ljestvici Pop Songs. Popratni glazbeni spot objavljen je 6. siječnja 2017. i u četiri je tjedna na YouTubeu pregledan preko 50 milijuna puta, a do ožujka 2021. pregledan je preko 334 milijuna puta. Na koncu je odlučila raditi na projektu više EP-a i otkazala je projekt "No Broken Hearts", zbog čega je "I Got You" postao prvi i jedini singl s EP-a All Your Fault: Pt. 1, objavljenog 17. veljače 2017. Pojavio se na 51. mjestu ljestvice Billboard 200. U ožujku je 2017. u Dallasu krenula na prvu turneju kao glavna izvođačica; na toj je turneji, pod imenom All Your Fault Tour, podržala objavu EP-a u Sjevernoj Americi i Europi i održala ukupno 29 koncerata.
Dana 6. studenoga 2016. Rexha je bila voditeljica na dodjeli nagrada MTV Europe Musica u Rotterdamu u Nizozemskoj; tijekom dodjele izvela je nekoliko pjesama među kojima je bila i "I Got You".
U svibnju 2017. na MTV-ju je prikazan Bebe Rexha: The Ride, dokumentarni film o trenutcima koji su promijenili Rexhin život i učinili je zvijezdom.
Član One Directiona Louis Tomlinson 21. je srpnja 2017. objavio singl "Back to You" na kojem su gostovali Rexha i Digital Farm Animals. Pjesma se pojavila na 40. mjestu ljestvice Billboard Hot 100.
"The Way I Are (Dance with Somebody)" na kojoj gostuje Lil Wayne objavljena je 19. svibnja 2017. kao prvi singl s EP-a All Your Fault: Pt. 2. Dana 12. lipnja Rexha je otpjevala pjesmu na Ubisoftovoj konferenciji za tisak E3, a potom je najavila videoigru Just Dance 2018 na kojoj se nalazi ta pjesma. Drugi je EP objavljen 11. kolovoza 2017. Rexha je planirala otići na američku turneju Bebe & Bassy Tour s pjevačem i kantautorom Marcom E. Bassyjem kojom bi u listopadu te godine podržali njezin EP i njegov debitantski studijski album, no turneja je trajala kratko jer zbog bolesti Rexha nije mogla nastupati, a Bassy je na koncu u ožujku 2018. otišao na samostalnu američku turneju.
Dana 24. listopada 2017. kao drugi singl s EP-a All Your Fault: Pt. 2 objavljena je pjesma "Meant to Be" na kojoj gostuje Florida Georgia Line; popratni je glazbeni spot objavljen dan ranije. Pojavila se na drugom mjestu ljestvice Billboard Hot 100 i do sredine studenoga 2018. provela je 50 tjedana na ljestvici Hot Country Songs, čime je nadmašila prijašnji rekord pjesme "Body Like a Back Road" Sama Hunta za najviše tjedana provedenih na ljestvici.

### 2017. – 2019.:Expectations
U rujnu 2017. Rexha je počela najavljivati nove pjesme s trećeg uratka u serijalu All Your Fault, a njezin je menadžer također govorio o objavi tog EP-a. Međutim, Rexha je naknadno promijenila plan; u tweetu dva mjeseca kasnije najavila je da će se njezin idući projekt zvati Expectations. Dana 8. travnja 2018. otkrila je i omot tog studijskog albuma, a pet dana kasnije uz mogućnost prednarudžbe objavljena su i dva promotivna singla, "Ferrari" i "2 Souls on Fire"; na potonjem gostuje Quavo iz Migosa. Album je objavljen 22. lipnja 2018., a prethodni singlovi iz serijala All Your Fault, "I Got You" i "Meant to Be", također se nalaze na njemu.
Dana 15. lipnja 2018. pjesma "I'm a Mess" objavljena je kao prvi singl s albuma, a 20. studenoga iste godine objavljena je pjesma "Say My Name" na kojoj gostuju David Guetta i J Balvin. U prosincu 2018. nominirana je za nagradu Grammy u kategoriji najbolje nove izvođačice.
Rexha je 15. veljače 2019. objavila singl "Last Hurrah". Kasnije tog mjeseca objavljena je vijest da će biti peta mentorica na The Voiceu tijekom 16. sezone te američke emisije. Rexha je u travnju te godine u tweetu napisala da za drugi studijski album u pripremi ima 12 pjesama i da su nadahnute glazbom Britney Spears. Dana 1. svibnja 2019. objavljena je vijest da će Rexha biti jedna od uvodnih izvođačica na turneji Happiness Begins Tour Jonas Brothersa. Rexha je sa skupinom The Chainsmokers 31. svibnja te godine objavila pjesmu "Call You Mine". Riječ je o trećem projektu The Chainsmokersa na kojem se pojavljuje Rexhin glas nakon remiksanih inačica pjesama "Take Me Home" trija Cash Cash i "I Can't Stop Drinking About You".

### 2019. – danas:Better Mistakes
Rexha je u lipnju 2019. Bang Showbizu dala još detalja o nadolazećem drugom studijskom albumu: "Idem u studio i samo stvaram, stvaram i stvaram." Dodala je da je u novim pjesmama prisutna feministička tematika i komentirala: "Sve što sad pišem doista osnažuje i izravno je, zbog čega sam prilično uzbuđena." U srpnju 2019. objavila je tweet u kojem je izjavila da je napisala pjesmu pod imenom "Mama"; kasnije je navedena u direktoriju Shazama, aplikacije za prepoznavanje zvuka.
U siječnju 2020. Rexha je u intervjuu s Ryanom Seacrestom na 62. dodjeli nagrada Grammy potvrdila da je album nadahnut i njezinim psihičkim zdravljem; komentirala je da "[ima spreman] popis pjesama i vrlo je uzbudljivo. Upravo ću izabrati idući singl... Bit će ili sporijeg ili bržeg ritma." Dana 9. listopada 2020. objavila je pjesmu "Baby, I'm Jealous" na kojoj gostuje Doja Cat. U intervjuu održanom u listopadu 2020. izjavila je da će njezin novi uradak biti vizualni album.
Dana 5. ožujka 2021. objavila je singl "Sacrifice", čiji je glazbeni spot objavljen istog dana. Istog je mjeseca u suradnji s Pumom objavila modne dodatke pod imenom "Bebe X Puma", no dostupni su samo u Deichmannovim trgovinama diljem Europe. Dana 14. travnja 2021. najavila je da će drugi studijski album Better Mistakes biti objavljen 7. svibnja 2021., a istog je dana potvrdila da će "Sabotage", treći singl s albuma, biti objavljen 16. travnja 2021.
Četvrti singl "Die for a Man", na kojem gostuje Lil Uzi Vert, objavljen je 30. travnja. Dana 5. svibnja uz album je objavljen i glazbeni spot za pjesmu "Break My Heart Myself". Album je dosegao 140. mjesto na američkoj ljestvici Billboard 200.
Rexha je 25. listopada 2021. najavila da će gostovati na pjesmi "Family" Davida Guette s Tyjem Dollom Signom i A Boogiejem wit da Hoodiejem. Dana 19. studenoga Masked Wolf objavio je remiksanu inačicu pjesme "Sabotage" pod imenom "It's You, Not Me".

## Umjetnički stil
Rexhine pjesme pripadaju brojnim glazbenim žanrovima, ali najviše popu. Prva joj je zasluga za autorstvo pripisana na naslovnoj pjesmi albuma Lucifer K-pop skupine Shinee, and a otad je objavila pjesme koje žanrovski pripadaju hip-hopu, alternativnom rocku, R&B-ju, countryju, rocku, danceu i elektroničkoj glazbi.
Najviše ju je nadahnula Lauryn Hill, ali je navela i utjecaj izvođača kao što su Bob Marley, Madonna, Christina Aguilera, Blondie, Alanis Morissette, Coldplay, Johnny Cash, Dolly Parton, Dixie Chicks, Shania Twain, Taylor Swift i Carrie Underwood.

## Privatni život
Rexha podržava pokret LGBTQ+, a svoju je seksualnost nazvala "fluidnom". Dana 15. travnja 2019. otkrila je da pati od bipolarnog poremećaja.

## Diskografija
Studijski albumi
- Expectations (2018.)
- Better Mistakes (2021.)

## Turneje
Kao glavna izvođačica
- All Your Fault Tour (2017.)

Kao jedna od glavnih izvođača
- Warped Tour (2015.)[90]
- Bebe & Bassy Tour (2017.)

Kao uvodna izvođačica
- Nick Jonas – Nick Jonas: Live in Concert (2015.)[91]
- Ellie Goulding – Delirium World Tour (2016.)[92]
- Bruno Mars – 24K Magic World Tour (2018.)[93]
- Katy Perry – Witness: The Tour (2018.)[94]
- Jonas Brothers – Happiness Begins Tour (2019.)[95]

## Vanjske poveznice

### Sestrinski projekti
|  | Zajednički poslužitelj ima još gradiva o temi Bebe Rexha |

### Mrežna mjesta
- Službeno mrežno mjesto